# Lista de temporadas de Malhação exibidas no Viva e no Malhação Fast
Esta é uma lista de temporadas do seriado Malhação exibidas pelo Viva e pelo Malhação Fast. Viva foi um canal de televisão por assinatura brasileiro que transmitia telenovelas produzidas e exibidas originalmente pela TV Globo. Tal como as telenovelas, as temporadas eram reexibidas na íntegra. A partir da temporada 2011, adotou-se o modelo de capítulos duplos, mantendo as transmissões integrais. Já o Malhação Fast é um canal de streaming disponível na plataforma Globoplay, criado para reexibir temporadas antigas da novela adolescente separadas por fases "Academia", "Múltipla Escolha" e "Pós Múltipla Escolha", A programação é focada em maratonas de episódios, com novos capítulos sendo liberados regularmente.  

## História

### Canal VIVA
A primeira temporada de Malhação a ser reexibida no Viva foi a sexta temporada, exibida originalmente entre 1999 e 2000, a partir de 19 de maio de 2010. A exibição, no entanto, não começou a partir da primeira temporada por problemas com direitos autorais que o canal enfrentou na época, com a temporada sendo exibida apenas dez anos depois. Desde então, as temporadas foram exibidas em sequência, apenas com um hiato entre 5 de dezembro de 2011 e 24 de dezembro de 2012, quando o canal reexibiu sétima temporada, o que causou um certo incômodo aos telespectadores.
Malhação é exibida de segunda a sexta, assim como na TV Globo. A partir de 21 de setembro de 2020, passou a contar com dois horários, com a exibição da primeira temporada ocupando o primeiro horário e a segunda exibição da décima quinta temporada inaugurando o segundo horário. Desde 26 de setembro de 2020, ganhou maratona aos sábados, das 10h as 12h40, para o primeiro horário e desde 8 de maio de 2021, das 07h15 as 10h00, para o segundo horário.
O canal chegou a anunciar em maio de 2023 a exibição de Malhação.com como a substituta da 4.ª temporada. No entanto, no dia 23 do mesmo mês, a emissora anunciou em esclarecimento aos telespectadores a suspensão da reprise, prevista para 1.° de junho, devido a perda de material, inclusive dos capítulos ao vivo, o que prejudicaria o andamento da história, transferindo a novela para o Globoplay em 2024, com os capítulos disponíveis para exibição. Em seu lugar, a emissora optou por cancelar a faixa, cobrindo seu espaço com as reprises das séries humorísticas como Os Trapalhões e Tapas & Beijos. Atualmente, é exibida das 16h15, com reprise as 03h45 e as 10h30.
Em 9 de junho de 2025, o Viva passou a se chamar Globoplay Novelas, em uma ação de rebranding de marca, não significando a extinção do canal. Porém, a temporada 2014, que estava no ar, teve seu final antecipado no mesmo dia da mudança.

### Malhação Fast
Em 13 de dezembro de 2023, a Globo lançou os canal Malhação Fast, junto com um canal dedicado a série D.P.A. – Detetives do Prédio Azul, disponíveis de forma gratuita. O Malhação Fast exibe uma seleção de temporadas que inclui as fases "Academia" (1995-1999), "Múltipla Escolha" (1999-2009) e "Pós Múltipla Escolha" (2009-2020). Os novos episódios são lançados diariamente a partir das 18 horas.
Esses canais oferecem conteúdo de streaming gratuito com inserção de anúncios. A iniciativa é uma extensão do sucesso de canais como o Viva 70 Fast e Viva 80 Fast, lançados em 2022 e finalizados em 2024, que têm trazido novelas antigas das décadas de 1970 e 1980 ao público. Os episódios são transmitidos em sequência, de segunda a sexta, e maratonas nos finais de semana. O acesso aos canais é gratuito, disponível na aba Agora na TV do Globoplay e na plataforma Samsung TV Plus.
As primeiras temporadas a serem exibidas no canal foram Malhação 1995, Malhação 1999 e Malhação ID, sendo substituidas por suas respectivas sucessoras.

## VIVA

### Primeiro horário (16h15)

#### Década de 2010
| #                                                                     | Telenovela    | Início                 | Término                | Autor                            | Diretor                          | Ano de exibição | Nº de capítulos | Ref    |
| --------------------------------------------------------------------- | ------------- | ---------------------- | ---------------------- | -------------------------------- | -------------------------------- | --------------- | --------------- | ------ |
| 1                                                                     | Malhação 1999 | 19 de maio de 2010     | 9 de novembro de 2010  | Emanuel Jacobina                 | Ricardo Waddington               | 1999–2000       | 125             | [ 8 ]  |
| 2                                                                     | Malhação 2000 | 10 de novembro de 2010 | 1 de dezembro de 2011  | Emanuel Jacobina                 | Marcos Paulo, Herval Rossano     | 2000–2001       | 277             | [ 9 ]  |
| Interrupção da faixa (5 de dezembro de 2011 — 24 de dezembro de 2012) |               |                        |                        |                                  |                                  |                 |                 |        |
| 3                                                                     | Malhação 2001 | 7 de janeiro de 2013   | 18 de dezembro de 2013 | Andréa Maltarolli                | Ricardo Waddington               | 2001–2002       | 248             | [ 10 ] |
| 4                                                                     | Malhação 2002 | 6 de janeiro de 2014   | 12 de janeiro de 2015  | Andréa Maltarolli                | Ricardo Waddington               | 2002–2003       | 263             | [ 11 ] |
| 5                                                                     | Malhação 2003 | 19 de janeiro de 2015  | 7 de outubro de 2015   | Ricardo Hofstetter               | Ricardo Waddington               | 2003–2004       | 188             | [ 12 ] |
| 6                                                                     | Malhação 2004 | 12 de outubro de 2015  | 26 de setembro de 2016 | Ricardo Hofstetter               | Ricardo Waddington               | 2004–2005       | 250             | [ 13 ] |
| 7                                                                     | Malhação 2005 | 27 de setembro de 2016 | 21 de setembro de 2017 | Flávia Lins e Silva              | Ricardo Waddington               | 2005–2006       | 258             | [ 14 ] |
| 8                                                                     | Malhação 2006 | 25 de setembro de 2017 | 25 de setembro de 2018 | Izabel de Oliveira, Paula Amaral | Ricardo Waddington               | 2006–2007       | 262             | [ 15 ] |
| 9                                                                     | Malhação 2007 | 26 de setembro de 2018 | 21 de junho de 2019    | Izabel de Oliveira, Paula Amaral | Ricardo Waddington               | 2007            | 193             | [ 16 ] |
| 10                                                                    | Malhação 2008 | 24 de junho de 2019    | 17 de setembro de 2020 | Patrícia Moretzsohn              | Ricardo Waddington, Marcos Paulo | 2007–2009       | 324             | [ 17 ] |

### Década de 2020
| # | Telenovela    | Início                 | Término               | Autor                                     | Diretor                                               | Ano de exibição | Nº de capítulos | Ref    |
| --- | ------------- | ---------------------- | --------------------- | ----------------------------------------- | ----------------------------------------------------- | --------------- | --------------- | ------ |
| 11 | Malhação 1995 | 21 de setembro de 2020 | 28 de maio de 2021    | Charles Peixoto                           | Roberto Talma, Gonzaga Blota                          | 1995            | 179             | [ 18 ] |
| 12 | Malhação 1996 | 5 de julho de 2021     | 1 de abril de 2022    | Ronaldo Santos, Charles Peixoto           | Carlos Magalhães, Flávio Colatrello Jr.               | 1996–1997       | 194             | [ 19 ] |
| 13 | Malhação 1997 | 4 de abril de 2022     | 3 de janeiro de 2023  | Charles Peixoto                           | Flávio Colatrello Jr., Reynaldo Boury                 | 1997–1998       | 197             | [ 20 ] |
| 14 | Malhação 1998 | 4 de janeiro de 2023   | 31 de maio de 2023    | Charles Peixoto, Vinícius Vianna          | Ignácio Coqueiro, Dodô Brandão, Flávio Colatrello Jr. | 1998            | 106             | [ 21 ] |
| Devido ao cancelamento da exibição de Malhação.com, a 18ª temporada, que estava em exibição no segundo horário dedicado para a série, passou a ser exibida às 16h15 entre os dias 1º de junho e 08 de dezembro de 2023 |               |                        |                       |                                           |                                                       |                 |                 |        |
| 15 | Malhação 2011 | 11 de dezembro de 2023 | 31 de maio de 2024    | Ingrid Zavarezzi                          | José Alvarenga Jr.                                    | 2011–2012       | 249             | [ 23 ] |
| 16 | Malhação 2012 | 3 de junho de 2024     | 8 de novembro de 2024 | Rosane Svartman, Glória Barreto           | José Alvarenga Jr.                                    | 2012–2013       | 228             | [ 24 ] |
| 17 | Malhação 2013 | 11 de novembro de 2024 | 28 de abril de 2025   | Ana Maria Moretzsohn, Patrícia Moretzsohn | Dennis Carvalho                                       | 2013–2014       | 241             | [ 25 ] |
| 18 | Malhação 2014 | 29 de abril de 2025    | 9 de junho de 2025    | Rosane Svartman, Paulo Halm               | José Alvarenga Jr.                                    | 2014–2015       | 30              | [ 26 ] |
| Faixa Cancelada em 9 de junho de 2025 |               |                        |                       |                                           |                                                       |                 |                 |        |

### Segundo Horário (16h45)

#### Década de 2020
| #                                     | Telenovela    | Estreia                 | Término                 | Autor                                                 | Diretor                          | Ano de exibição | N° de Capítulos | Ref    |
| ------------------------------------- | ------------- | ----------------------- | ----------------------- | ----------------------------------------------------- | -------------------------------- | --------------- | --------------- | ------ |
| 1                                     | Malhação 2008 | 21 de setembro de 2020  | 1 de maio de 2021       | Patrícia Moretzsohn                                   | Ricardo Waddington, Marcos Paulo | 2007-2009       | 324             |        |
| 2                                     | Malhação 2009 | 04 de maio de 2021      | 25 de fevereiro de 2022 | Patrícia Moretzsohn, Glória Barreto, Alessandra Poggi | Marcos Paulo                     | 2009            | 214             | [ 27 ] |
| 3                                     | Malhação ID   | 28 de fevereiro de 2022 | 01 de dezembro de 2022  | Ricardo Hofstetter                                    | Mário Márcio Bandarra            | 2009–2010       | 199             | [ 28 ] |
| 4                                     | Malhação 2010 | 05 de dezembro de 2022  | 08 de dezembro de 2023  | Emanuel Jacobina                                      | Ricardo Waddington               | 2010–2011       | 265             | [ 22 ] |
| Faixa Cancelada em 1 de junho de 2023 |               |                         |                         |                                                       |                                  |                 |                 |        |

### Década de 2020
| # | Telenovela        | Início             | Término            | Autor          | Diretor          | Ano de exibição | Nº de capítulos | Ref    |
| - | ----------------- | ------------------ | ------------------ | -------------- | ---------------- | --------------- | --------------- | ------ |
| 1 | Malhação de Verão | 31 de maio de 2021 | 2 de julho de 2021 | Ronaldo Santos | Carlos Magalhães | 1996            | 25              | [ 29 ] |

## Malhação Fast

### Faixa Academia

#### Década de 2020
| # | Telenovela    | Início                 | Término                | Autor                                                      | Diretor                                               | Ano de exibição | Nº de capítulos |
| - | ------------- | ---------------------- | ---------------------- | ---------------------------------------------------------- | ----------------------------------------------------- | --------------- | --------------- |
| 1 | Malhação 1995 | 13 de dezembro de 2023 | 17 de abril de 2024    | Charles Peixoto                                            | Roberto Talma, Gonzaga Blota                          | 1995            | 179             |
| 2 | Malhação 1996 | 3 de maio de 2024      | 10 de setembro de 2024 | Ronaldo Santos, Charles Peixoto                            | Carlos Magalhães, Flávio Colatrello Jr.               | 1996–1997       | 194             |
| 3 | Malhação 1997 | 10 de setembro de 2024 | 23 de janeiro de 2025  | Charles Peixoto                                            | Flávio Colatrello Jr., Reynaldo Boury                 | 1997–1998       | 197             |
| 4 | Malhação 1998 | 23 de janeiro de 2025  | 7 de abril de 2025     | Charles Peixoto, Vinícius Vianna                           | Ignácio Coqueiro, Dodô Brandão, Flávio Colatrello Jr. | 1998            | 106             |
| 5 | Malhação.com  | 7 de abril de 2025     | Em exibição            | Charles Peixoto, Miguel Paiva, Ronaldo Santos, Yoya Wursch | Flávio Colatrello Jr.                                 | 1998-1999       | 264             |

### Faixa Pós Multipla Escolha

#### Década de 2020
| # | Telenovela    | Início                 | Término               | Autor                                     | Diretor               | Ano de exibição | Nº de capítulos |
| - | ------------- | ---------------------- | --------------------- | ----------------------------------------- | --------------------- | --------------- | --------------- |
| 1 | Malhação ID   | 13 de dezembro de 2023 | 30 de abril de 2024   | Ricardo Hofstetter                        | Mário Márcio Bandarra | 2009–2010       | 199             |
| 2 | Malhação 2010 | 30 de abril de 2024    | 31 de outubro de 2024 | Emanuel Jacobina                          | Ricardo Waddington    | 2010–2011       | 265             |
| 3 | Malhação 2011 | 31 de outubro de 2024  | 7 de março de 2025    | Ingrid Zavarezzi                          | José Alvarenga Jr.    | 2011–2012       | 184             |
| 4 | Malhação 2012 | 10 de março de 2025    | 15 de agosto de 2025  | Rosane Svartman, Glória Barreto           | José Alvarenga Jr.    | 2012–2013       | 228             |
| 5 | Malhação 2013 | 15 de agosto de 2025   | Em exibição           | Ana Maria Moretzsohn, Patrícia Moretzsohn | Dennis Carvalho       | 2013-2014       | 241             |

### Faixa Multipla Escolha

#### Década de 2020
| # | Telenovela    | Início                 | Término                | Autor             | Diretor                      | Ano de exibição | Nº de capítulos |
| - | ------------- | ---------------------- | ---------------------- | ----------------- | ---------------------------- | --------------- | --------------- |
| 1 | Malhação 1999 | 13 de dezembro de 2023 | 8 de março de 2024     | Emanuel Jacobina  | Ricardo Waddington           | 1999–2000       | 125             |
| 2 | Malhação 2000 | 11 de março de 2024    | 11 de setembro de 2024 | Emanuel Jacobina  | Marcos Paulo, Herval Rossano | 2000–2001       | 277             |
| 3 | Malhação 2001 | 11 de setembro de 2024 | 5 de março de 2025     | Andréa Maltarolli | Ricardo Waddington           | 2001–2002       | 248             |
| 4 | Malhação 2002 | 12 de março de 2025    | Em exibição            | Andréa Maltarolli | Ricardo Waddington           | 2002–2003       | 263             |

| # | Telenovela        | Início              | Término           | Autor          | Diretor          | Ano de exibição | Nº de capítulos | Ref    |
| - | ----------------- | ------------------- | ----------------- | -------------- | ---------------- | --------------- | --------------- | ------ |
| 1 | Malhação de Verão | 17 de abril de 2024 | 3 de maio de 2024 | Ronaldo Santos | Carlos Magalhães | 1996            | 25              | [ 29 ] |